# Esteban Díaz-Maroto
Esteban Díaz-Maroto Martínez, concejal de la primera corporación democrática de Madrid y director del Centro Cultural Hispano-Guineano en Malabo.
Vicepresidente de las Juventudes Socialistas, en 1979 fue candidato al congreso de diputados por la provincia de Madrid, así como a concejal por el Ayuntamiento. Finalmente, fue elegido concejal con tan sólo 25 años, siendo uno de los más jóvenes representantes electos en esas primeras elecciones. 
Integró el equipo municipal de Enrique Tierno Galván, despeñándose como presidente de la Junta Municipal del distrito de Retiro y Concejal de Juventud, así como Coordinador de la Comisión de Festejos, Cultura, Educación y Deporte.

## El Madrid de los 80
Los años 1980 se caracterizaron por un gran aumento del consumo de cocaína y heroína. El consumo incremental de heroína inyectada fue especialmente dañino para la salud pública en esta década debido a la aparición simultánea del VIH/sida. Durante la gestión de Díaz-Maroto se potenció la creación de espacios públicos para los jóvenes, dotándose los barrios de una incipiente infraestructura social y cultural como alternativa ocupacional y de ocio saludable.
Así, por ejemplo, en 1982 organizó con el equipo Cyan la primera Semana de la Juventud en Matadero en la “Lonja del matadero municipal”, siendo el preludio de lo que posteriormente fue “Matadero: Centro de creación contemporánea”.
En ese periodo se potenciaron los primeros carriles bici de la capital y se inauguró el paseo John Lennon (el 7 de diciembre de 1981), con un mural símbolo de paz dedicado al cantante en el barrio La Estrella.

### Drogodependencias
A Diaz-Maroto, se le atribuyeron posicionamientos a favor de la legalización de las drogas blandas, como forma para combatir los problemas de delincuencia y otras drogodependencias en los 80, recibiendo desde la oposición duras críticas y el apelativo de “el concejal del porro”.

## Guinea Ecuatorial
A inicios de los 80, los ministerios de cultura de España y de Guinea Ecuatorial -a iniciativa del artista y ministro de cultura Leandro Mbomío- hicieron una campaña de donación de obras de arte para crear el Museo Internacional de Arte Contemporáneo de Guinea Ecuatorial. El equipo municipal de Enrique Tierno Galván asumió el apadrinamiento de la iniciativa, recabando Díaz-Maroto obras de arte entre los artistas de la movida madrileña.
A mediados de los 80 y hasta 1991, desvinculado ya de la política municipal, fue nombrado director del Centro Cultural Hispano-Guineano, en Malabo, contando con Donato Ndongo como director adjunto. En ese periodo se combinó cultura, deporte y educación en las intervenciones de la Cooperación Española en Guinea Ecuatorial y se fortaleció el programa editorial, la producción de contenidos para la radio África 2000 y se lanzó la revista El patio dirigida por Juan Tomás Ávila Laurel, así como la descentralización de actividades en la isla de Bioko y Río Muni.

- Datos: Q135574441
- Multimedia: Esteban Díaz-Maroto / Q135574441

1. ↑  País, El (5 de abril de 1979). «Concejales electos por Madrid». El País. ISSN 1134-6582. Consultado el 2 de agosto de 2025.
2. ↑  «Boletín del Ayuntamiento de Madrid del 31 de mayo de 1979». Openaccess. Consultado el 2 de agosto de 2025.
3. ↑  Fuente, Inmaculada de la (13 de enero de 1980). «Díaz Maroto sustituirá a Luxán en la concejalía de Relaciones Sociales». El País. ISSN 1134-6582. Consultado el 2 de agosto de 2025.
4. ↑  «Madrid, arte joven: Diez alumnos de Bellas Artes ponen en funcionamiento una exposición sobre Madrid visto con ojos jóvenes». prensahistorica.mcu.es. Hoja Oficial del lunes. 1982 septiembre 27. p. 42. Consultado el 2 de agosto de 2025.
5. ↑  «HISTORIA | Matadero Madrid». www.mataderomadrid.org. Consultado el 2 de agosto de 2025. «En los años 80, el arquitecto Rafael Fernández-Rañada  transformó el edificio destinado a dirección y administración del antiguo matadero, más conocido como Casa del Reloj, en sede de la Junta Municipal de Arganzuela, así como la nave de estabulación y venta de terneras en espacio para actividades de índole sociocultural.»
6. ↑  «Soy partidario de legalizar el porro - Archivo Linz de la Transición española | Fundación Juan March». www.march.es. Consultado el 2 de agosto de 2025.
7. ↑  País, El (6 de octubre de 1979). «Las drogas también dividen a los concejales». El País. ISSN 1134-6582. Consultado el 2 de agosto de 2025.
8. ↑  Campmany, Jaime (1979 octubre 8). «La campaña de otoño». prensahistorica.mcu.es. Hoja Oficial del lunes. p. 5. Consultado el 2 de agosto de 2025. «"¿Y si lo arregláramos con el porro?" Lo que ha dicho ese concejal socialista, don Esteban Díaz Maroto, no es ninguna tontería. Autorizamos el "porro" y cobramos impuestos. El verdadero paraíso consiste en hacerlo todo por lo legal. Y es que el género humano es rebelde desde su origen. Cuando a Dios se le ocurrió prohibir la fruta del árbol, lo primero que hicieron Adán y Eva fue empezar a darle mordiscos a la manzana. Y así, hasta hoy. Todo por no querer legalizar la manzana. A mí, que me legalicen la manzana.»
9. ↑  Rodríguez, Sara Martínez (21 de julio de 2020). «Díaz-Maroto, ‘el concejal del porro’ de la Movida, elige El Bierzo para salir del confinamiento: "En los 80 divertirse era revolucionario, y ahora también"». Me presta El Bierzo. Consultado el 2 de agosto de 2025.
10. ↑  Hidalga, Rosa Martinez De La (1983). El Museo Internacional de Arte Contemporáneo de Guinea Ecuatorial. Ministerio de Cultura, Secretaria General Técnica. ISBN 978-84-7483-294-5. Consultado el 2 de agosto de 2025. «Pintores y escultores de España e Iberoamérica, de la Escuela Hispanoamericana en Paris, además de artistas de México y Estados Unidos, de Japón, Alemania, Polonia, Francia, Inglaterra, Iraq y Mozambique, han contribuido con la donación de sus obras a la creación de este Museo. Los fondos proceden originalmente de la Exposición-Homenaje que artistas españoles e iberoamericanos rindieron a Guinea Ecuatorial en noviembre de 1980 en Madrid, y que fue patrocinado por el Ayuntamiento de esta capital. Fondos que se ven incrementados desde entonces con la incorporación de nuevas donaciones.»
11. ↑  Manuel Hernández de León (25 de noviembre de 1980). «Homenaje a Guinea». EFE: La fototeca. «El alcalde de Madrid, Enrique Tierno Galván (d), inaugura la exposición-homenaje de artistas españoles e iberoamericanos a Guinea Ecuatorial. La muestra quedará instalada en la sala de arte de la feria del campo, donde artistas de 20 países expondrán su obra.»
12. ↑  «Presentación». El Patio: revista de la cultura hispanoguineana (Ediciones del Hispano-Guineano): 3. Septiembre de 1991.